# Morgasówka
Morgasówka – polana pasterska na zboczach Hurchociego Wierchu w masywie Orawicko-Witowskich Wierchów. Znajduje się ona w górnej części doliny Czarnego Dunajca, na wysokości ok. 920–960 m n.p.m. Na polanie stoją szałasy należące do górali z Witowa, zaś na wschód od niej, nad Przybylanką, znajdują się ruiny skoczni narciarskiejKoszarzyska.
Administracyjnie polana leży na terenie wsi Witów i znajduje się pod zarządem Wspólnoty Leśnej Uprawnionych Ośmiu Wsi. Nie przebiegają przez nią żadne znakowane szlaki turystyczne.